# 余集 (清朝)
余集（1738年—1823年），字蓉裳，號秋室，浙江仁和（今杭州市）人，清代画家、藏书家。
生於乾隆三年（1738年）。乾隆三十一年（1766年）進士，候選知縣。乾隆三十八年（1773年）以裘曰修之薦，与邵晋涵、周永年、戴震、杨昌霖同修《四庫全書》，特改庶吉士，授编修，官至侍讲学士。
诗文、书、画兼擅，尤擅仕女圖，时称“余美人”。道光二年（1822年）與潘奕隽赴鹿鸣宴。道光三年（1823年）卒。著《秋室集》、《百呐琴》一卷。